# Rock Hill Rocks Open 2013
Il Rock Hill Rocks Open 2013 è stato un torneo di tennis facente parte della categoria ITF Women's Circuit nell'ambito dell'ITF Women's Circuit 2013. Il torneo si è giocato a Rock Hill in Stati Uniti d'America dal 14 al 20 ottobre 2013 su campi in cemento e aveva un montepremi di $25,000.

## Vincitrici

### Singolare
Mariana Duque ha battuto in finale  Anna Tatišvili con il punteggio di 6–3, 6–4

### Doppio
Mariana Duque /  María Irigoyen hanno battuto in finale  Allie Kiick /  Asia Muhammad con il punteggio di 4–6, 7–6(5), [12–10]